# Occupation indonésienne du Timor oriental
Guerre froide
L'occupation indonésienne du Timor oriental a commencé en décembre 1975 et a duré jusqu'en octobre 1999.

## Histoire
Après des siècles de domination coloniale portugaise au Timor oriental, un coup d'État au Portugal en 1974 a conduit à la décolonisation de son ancien colonies, créant de l'instabilité au Timor oriental et laissant son avenir incertain. Après une guerre civile à petite échelle, les partisans de l'indépendance Fretilin ont déclaré la victoire dans la capitale Dili et ont déclaré un Timor oriental indépendant le 28 novembre 1975. À la suite de la « déclaration de Balibo » signée par des représentants de l'Apodeti, de l'UDT, de le KOTA et du parti Trabalhista le 30 novembre 1975, les forces militaires indonésiennes ont envahi le Timor oriental le 7 décembre 1975 et, en 1979, ils avaient pratiquement détruit la résistance armée à l'occupation. Le 17 juillet 1976, l'Indonésie a officiellement annexé le Timor oriental en tant que 27e province et a déclaré la province du Timor Timur.
Immédiatement après l'invasion, l'Assemblée générale des Nations unies et le Conseil de sécurité des Nations unies ont adopté des résolutions condamnant les actions de l'Indonésie au Timor oriental et appelant à son retrait immédiat du territoire. L'Australie et l'Indonésie étaient les seules nations au monde à reconnaître le Timor oriental comme une province de l'Indonésie, et peu de temps après, elles ont entamé des négociations pour partager les ressources trouvées dans le Timor Gap. D'autres gouvernements, dont ceux des États-Unis, du Japon, du Canada et de la Malaisie, ont également soutenu le gouvernement indonésien. L'invasion du Timor oriental et la répression de son mouvement d'indépendance ont cependant porté un grand préjudice à la réputation et à la crédibilité internationale de l'Indonésie,.
Pendant vingt-quatre ans, le gouvernement indonésien a soumis le peuple du Timor oriental à des tortures routinières et systématiques, esclavage sexuel, exécutions extrajudiciaires, massacres et délibérément famine. Le massacre de Santa Cruz de 1991 a provoqué l'indignation dans le monde entier, et les rapports sur d'autres meurtres de ce type ont été nombreux. La résistance à la domination indonésienne est restée forte ; en 1996, le prix Nobel de la paix a été décerné à deux hommes du Timor oriental, Carlos Filipe Ximenes Belo et José Ramos-Horta, pour leurs efforts continus pour mettre fin pacifiquement à la profession. Un vote en 1999 pour déterminer l'avenir du Timor oriental a abouti à une majorité écrasante en faveur de l'indépendance et, en 2002, le Timor oriental est devenu une nation indépendante. La Commission pour l'accueil, la vérité et la réconciliation au Timor oriental a estimé le nombre de morts pendant l'occupation dues à la famine et à la violence entre 90 800 et 202 600, dont entre 17 600 et 19 600 morts violentes ou disparitions, sur une population de 1999 d'environ 823 386 habitants. La commission de la vérité a tenu les forces indonésiennes responsables d'environ 70 % des meurtres violents,,.
Après le vote pour l'indépendance de 1999, des groupes paramilitaires travaillant avec l'armée indonésienne ont entrepris une dernière vague de violence au cours de laquelle la plupart des infrastructures du pays ont été détruites. La Force internationale pour le Timor oriental dirigée par l'Australie a rétabli l'ordre, et après le départ des forces indonésiennes du Timor oriental, l'Administration transitoire des Nations unies au Timor oriental a administré le territoire pendant deux ans, établissant une unité des crimes graves pour enquêter et poursuivre les crimes commis en 1999. Son champ d'application limité et le faible nombre de condamnations prononcées par les tribunaux indonésiens ont poussé de nombreux observateurs à réclamer un tribunal international pour le Timor oriental.
L'université d'Oxford a tenu un consensus universitaire qualifiant l'occupation du Timor oriental de génocide et l'université Yale l'enseigne dans le cadre de son programme d'études sur le génocide,.